# Campionati europei di atletica leggera 2022 - 400 metri ostacoli maschili
La specialità dei 400 metri ostacoli maschili dei campionati europei di atletica leggera 2022 si è svolta tra il 17 e il 19 agosto all'Olympiastadion di Monaco di Baviera, in Germania.

## Podio
| Pos.    | Atleta          | Nazionalità | Tempo | Note                  |
| ------- | --------------- | ----------- | ----- | --------------------- |
| Oro     | Karsten Warholm | Norvegia    | 47"12 | Record dei campionati |
| Argento | Wilfried Happio | Francia     | 48"56 |                       |
| Bronzo  | Yasmani Copello | Turchia     | 48"78 |                       |

## Record
Prima di questa competizione, il record del mondo (RM), il record europeo (EU) ed il record dei campionati (RC) erano i seguenti:
| Record                | Prestazione | Atleta                       | Data                           | Competizione   |
| --------------------- | ----------- | ---------------------------- | ------------------------------ | -------------- |
| Record mondiale       | 45"94       | Karsten Warholm Norvegia     | 3 agosto 2021 Tokyo, Giappone  | Olimpiadi 2021 |
| Record europeo        | 45"94       | Karsten Warholm Norvegia     | 3 agosto 2021 Tokyo, Giappone  | Olimpiadi 2021 |
| Record dei campionati | 47"48       | Harald Schmid Germania Ovest | 8 settembre 1982 Atene, Grecia | Europei 1982   |

### Campione in carica
Il campione europeo in carica era:
| Campione | Atleta                   | Prestazione | Data                            | Competizione |
| -------- | ------------------------ | ----------- | ------------------------------- | ------------ |
| Europeo  | Karsten Warholm Norvegia | 47"64       | 9 agosto 2018 Berlino, Germania | Europei 2018 |

### La stagione
Prima di questa gara, gli atleti europei con le migliori tre prestazioni dell'anno erano:
| Pos. | Atleta                   | Prestazione | Data                                         |
| ---- | ------------------------ | ----------- | -------------------------------------------- |
| 1    | Wilfried Happio Francia  | 47"41       | 19 luglio 2022 Eugene, Stati Uniti d'America |
| 2    | Rasmus Magi Estonia      | 47"82       | 14 giugno 2022 Turku, Finlandia              |
| 3    | Karsten Warholm Norvegia | 48"00       | 17 luglio 2022 Eugene, Stati Uniti d'America |

## Risultati

### Batterie
I primi 3 di ogni batteria (Q) e i 2 ulteriori tempi migliore tra gli esclusi (q) si qualificano alle semifinali. 
| Posizione | Batteria | Corsia | Atleta                  | Nazionalità   | Tempo | Note                                     |
| --------- | -------- | ------ | ----------------------- | ------------- | ----- | ---------------------------------------- |
| 1         | 1        | 7      | Victor Coroller         | Francia       | 49"35 | Q                                        |
| 2         | 1        | 6      | Jacob Paul              | Gran Bretagna | 49"40 | Q                                        |
| 3         | 1        | 5      | Julien Bonvin           | Svizzera      | 49"41 | Q                                        |
| 4         | 2        | 2      | Thomas Barr             | Irlanda       | 49"49 | Q                                        |
| 5         | 2        | 3      | Ramsey Angela           | Paesi Bassi   | 49"51 | Q                                        |
| 6         | 4        | 7      | Constantin Preis        | Germania      | 49"63 | Q                                        |
| 7         | 1        | 2      | Vít Müller              | Rep. Ceca     | 49"86 | q                                        |
| 8         | 4        | 6      | Nick Smidt              | Paesi Bassi   | 50"06 | Q                                        |
| 9         | 4        | 2      | Seamus Derbyshire       | Gran Bretagna | 50"08 | Q                                        |
| 10        | 4        | 3      | Martin Tuček            | Rep. Ceca     | 50"09 | q                                        |
| 11        | 4        | 8      | Krzysztof Hołub         | Polonia       | 50"12 | =                                        |
| 12        | 3        | 8      | Mario Lambrughi         | Italia        | 50"27 | Q                                        |
| 13        | 4        | 4      | Dany Brand              | Svizzera      | 50"30 |                                          |
| 14        | 2        | 4      | Matej Baluch            | Slovacchia    | 50"49 | Q                                        |
| 15        | 3        | 7      | Jesús David Delgado     | Spagna        | 50"61 | Q                                        |
| 16        | 2        | 6      | Sebastian Urbaniak      | Polonia       | 50"69 |                                          |
| 17        | 2        | 5      | Aleix Porras            | Spagna        | 50"77 |                                          |
| 18        | 1        | 4      | Martin Kučera           | Slovacchia    | 50"82 |                                          |
| 19        | 3        | 5      | Dries Van Nieuwenhove   | Belgio        | 50"85 | Q                                        |
| 20        | 3        | 2      | Niklas Strohmayer-Dangl | Austria       | 51"21 |                                          |
| 21        | 3        | 6      | Joshua Faulds           | Gran Bretagna | 51"21 |                                          |
| 22        | 2        | 7      | Nahom Yirga             | Svizzera      | 51"55 |                                          |
| 23        | 3        | 3      | Jakub Olejniczak        | Polonia       | 51"77 |                                          |
| 24        | 1        | 3      | Giacomo Bertoncelli     | Italia        | 51"86 |                                          |
| 25        | 4        | 5      | Andrea Ercolani Volta   | San Marino    | 52"59 | Miglior prestazione personale stagionale |
| 26        | 3        | 4      | Tuomas Lehtonen         | Finlandia     | 52"75 |                                          |

### Semifinali
I primi 2 di ogni semifinale (Q) e i 2 tempi migliori tra gli esclusi (q) si qualificano alla finale.
| Posizione | Semifinale | Corsia | Atleta                         | Nazionalità   | Tempo | Note                                     |
| --------- | ---------- | ------ | ------------------------------ | ------------- | ----- | ---------------------------------------- |
| 1         | 2          | 6      | Karsten Warholm                | Norvegia      | 48"38 | Q                                        |
| 2         | 2          | 4      | Ludvy Vaillant                 | Francia       | 48"52 | Q                                        |
| 3         | 2          | 5      | Julien Watrin                  | Belgio        | 48"81 | q                                        |
| 4         | 1          | 6      | Wilfried Happio                | Francia       | 48"89 | Q                                        |
| 5         | 1          | 4      | Joshua Abuaku                  | Germania      | 49"05 | Q                                        |
| 6         | 2          | 3      | Julien Bonvin                  | Svizzera      | 49"10 | q                                        |
| 7         | 1          | 6      | Thomas Barr                    | Irlanda       | 49"30 |                                          |
| 8         | 3          | 3      | Yasmani Copello                | Turchia       | 49"34 | Q                                        |
| 9         | 3          | 5      | Victor Coroller                | Francia       | 49"46 | Q                                        |
| 10        | 2          | 3      | Jacob Paul                     | Gran Bretagna | 49"48 |                                          |
| 11        | 2          | 7      | Mario Lambrughi                | Italia        | 49"50 |                                          |
| 11        | 3          | 5      | José Reynaldo Bencosme de Leon | Italia        | 49"50 |                                          |
| 13        | 3          | 1      | Carl Bengström                 | Svezia        | 49"52 |                                          |
| 14        | 3          | 8      | Constantin Preis               | Germania      | 49"55 | Miglior prestazione personale stagionale |
| 15        | 1          | 8      | Seamus Derbyshire              | Gran Bretagna | 49"75 |                                          |
| 16        | 1          | 7      | İsmail Nezir                   | Turchia       | 49"78 |                                          |
| 17        | 3          | 1      | Vít Müller                     | Rep. Ceca     | 49"78 |                                          |
| 18        | 3          | 1      | Matic Ian Guček                | Slovenia      | 49"93 |                                          |
| 19        | 3          | 2      | Ramsey Angela                  | Paesi Bassi   | 49"99 |                                          |
| 20        | 1          | 2      | Nick Smidt                     | Paesi Bassi   | 50"29 |                                          |
| 21        | 2          | 4      | Martin Tuček                   | Rep. Ceca     | 50"32 |                                          |
| 22        | 2          | 7      | Jesús David Delgado            | Spagna        | 50"32 |                                          |
| 23        | 1          | 2      | Matej Baluch                   | Slovacchia    | 50"93 |                                          |
| 24        | 1          | 8      | Dries Van Nieuwenhove          | Belgio        | 51"15 |                                          |

### Finale
| Posizione | Corsia | Atleta          | Nazionalità | Tempo | Note                          |
| --------- | ------ | --------------- | ----------- | ----- | ----------------------------- |
| Oro       | 4      | Karsten Warholm | Norvegia    | 47"12 | Record dei campionati         |
| Argento   | 3      | Wilfried Happio | Francia     | 48"56 |                               |
| Bronzo    | 6      | Yasmani Copello | Turchia     | 48"78 |                               |
| 4         | 5      | Ludvy Vaillant  | Francia     | 48"79 |                               |
| 5         | 7      | Joshua Abuaku   | Germania    | 48"79 | Miglior prestazione personale |
| 6         | 2      | Julien Watrin   | Belgio      | 48"98 |                               |
| 7         | 1      | Julien Bonvin   | Svizzera    | 50"24 |                               |
| 8         | 8      | Victor Coroller | Francia     | 50"46 |                               |